# Tennessee State Fairground Sports Arena
El Tennessee State Fairground Sports Arena es un estadio en Nashville, Tennessee, en los terrenos de la Feria del Estado de Tennessee. También es conocido por el sobrenombre de TNA Asylum debido al lugar que organizó los eventos de Total Nonstop Action Wrestling (TNA) (ahora Impact Wrestling, durante dos años a principios de la década del 2000.

## Historia
El edificio fue construido en 1922 por trabajadores de Dakota del Sur. El edificio fue originalmente un mercado de pulgas. Fue operado durante las décadas de 1960 y 1970 por el promotor Nick Gulas como un lugar de lucha profesional.
Después de grabar sus shows iniciales en el Von Braun Center en Huntsville, Alabama, y luego trasladar sus próximos al Auditorio Municipal de Nashville en Nashville, Tennessee, Impact Wrestling TNA trasladó sus eventos semanales de pago por visión al Tennessee State Fairgrounds Sports Arena el 3 de julio de 2002.
El nombre "TNA Asylum" se utilizó por primera vez durante el noveno pago semanal de pago por Ron Killings. The Asylum también sirvió como el hogar de TNA Xplosion, el programa de televisión sindicado semanal de TNA, desde su inicio hasta octubre de 2004.
Después de debutar TNA Impact!, que se grabó en Soundstage 21 en los Universal Studios de Florida, TNA decidió que eventualmente cancelarían sus eventos semanales de pago por visión a favor de cambiar a un formato mensual de pago por visión. Poco después, celebraron su último evento semanal de pago por evento (el 8 de septiembre de 2004) antes de partir permanentemente del TNA Asylum en favor de llevar a cabo sus shows exclusivamente en el Soundstage 21.
Showtime All-Star Wrestling utilizó la arena un par de veces durante el año 2009, filmando algunos de sus episodios de televisión en el Sports Arena.
El 6 de noviembre de 2009 se anunció que el alcalde de Nashville, Karl Dean, cerraría el Tennessee State Fairground Sports Arena a fines de junio de 2010.
El 12 de noviembre de 2010, TNA Wrestling regresó The Asylum para un último evento en vivo, encabezado por Jeff Hardy defendiendo el TNA World Heavyweight Championship contra D'Angelo Dinero, antes de la demolición propuesta del edificio. Sin embargo, el 18 de enero de 2011, el Consejo de la Ciudad de Nashville votó para mantener la arena abierta hasta 2012. Se realizó una votación sobre el tema en un referéndum en la boleta electoral para la elección del Metro Nashville-Davidson County en agosto de 2011, lo que hizo que sea mucho más difícil legalmente para el municipio disponer o alterar severamente la operación del Recinto Ferial, y la mayoría de las instalaciones allí permanecen en operación al menos limitada a partir de 2015.
El 29 de enero de 2011, hubo un evento de lucha profesional "Tribute to the Fairgrounds", destacando muchas de las leyendas de lucha libre del área de Memphis que ayudaron a hacer famosa la arena, con el evento principal entre Jerry "The King" Lawler vs "Superstar" Bill Dundee frente a una multitud agotada de 1.700.
A partir de 2012, Crossfire Entertainment utilizó el Sports Arena para sus eventos en vivo. Organizaron eventos de "Tribute to the Fairgrounds" antes de la demolición propuesta, pero luego lo usaron como lugar principal para sus espectáculos. El 4 de agosto de 2012, Crossfire Wrestling anunció que la producción de televisión regresaría al Nashville Fairgrounds Sports Arena, gracias a Paramount Pictures, ya que iban a presentar grabaciones de TV HD / 3D allí. Para agregar a esto, Crossfire fue la primera organización de lucha profesional en ser filmada en 3D. El 17 de febrero de 2013, Crossfire Wrestling anunció que tenían que cesar las operaciones, dejando el lugar vacío por el momento.
El 6 de septiembre de 2013, se llevó a cabo "Tennessee Takeover" de TCW Wrestling en el Sports Arena, que fue el primer evento celebrado en la arena desde enero de 2013. El 22 de junio de 2014, el primer pago por evento televisado en vivo para Ring of Honor, Best in the World 2014, se celebró en el lugar.
El 21 de octubre de 2018, la National Wrestling Alliance celebró su espectáculo del NWA 70th Anniversary Show en el edificio, obteniendo los mayores ingresos para un espectáculo de lucha profesional en la historia del lugar.
Impact Wrestling regresó a The Asylum el 6 de enero de 2019 con un evento PPV llamado Homecoming.